# Jean-Louis Pauline
Jean-Louis Pauline (né le 27 novembre 1952 à Marange-Silvange en Moselle) est un footballeur français, qui évoluait au poste de milieu de terrain.

## Biographie
Il joue en faveur de l'US Tavaux Damparis, du RC Franc-Comtois, du Limoges FC et du Chaumont FC.
Il dispute un total de 199 matchs en Division 2, inscrivant six buts. Le 17 septembre 1977, il se met en évidence en étant l'auteur d'un doublé lors de la réception du Sports réunis Haguenau, permettant au RC Franc-Comtois de l'emporter 3-0.
A l'issue de sa carrière professionnelle de milieu de terrain en deuxième division, il exerce les fonctions de cadre technique départemental en Haute-Vienne pour la Fédération française de football.